# 希爾托普 (伊利諾伊州)
希爾托普（英語：Hilltop）是位於美國伊利諾伊州默納德縣的一個非建制地區。該地的面積和人口皆未知。

## 地理
希爾托普的座標為40°01′33″N 89°52′31″W / 40.02583°N 89.87528°W，而該地的平均海拔高度為181米（即594英尺）。